# Friedrich Wilhelm Bülow von Dennewitz
Friedrich Wilhelm Bülow von Dennewitz (Falkenberg (Wische), Saksen-Anhalt, 16 februari 1742 - Königsberg in Preußen, 25 februari 1816) was een Pruisisch edelman, generaal der Infanterie. Hij werd voor zijn aandeel in het verslaan van Napoleon I op 8 juli 1815 door koning Willem I benoemd tot Grootkruis in de Militaire Willems-Orde.

## Militaire loopbaan
- Gefreiterkorporal: 2 april 1768
- Sekondeleutnant: 1 april 1778
- Oberleutnant:
- Kapitän: 1793[1]
- Major: 3 april 1794
- Oberstleutnant:
- Oberst: 23 mei 1806[1]
- Brigadier: 1807
- Generalmajor: 1808[1]
- Generalleutnant: 1813[1]
- General der Infanterie: 18 mei 1814[2]

## Onderscheidingen
- Pour le Mérite op 17 juli 1793[2]
  - Eikenloof in 1813
- Grootkruis van het IJzeren Kruis op 15 september 1813[1][2]
- Orde van de Rode Adelaar, 1e klasse op 11 december 1813
- Orde van de Zwarte Adelaar op 3 april 1814
- Commandeur in de Orde van Maria Theresia op 18 mei 1814
- Graaf verheven op 3 juni 1814
- Grootkruis in de Militaire Willems-Orde op 28 juli 1815[3]

- Bibliothèque nationale de France: cb165657874 (data)
- Gemeinsame Normdatei: 118666029
- International Standard Name Identifier: 0000 0000 6128 4431
- Library of Congress Control Number: no2008120266
- Nationale Bibliotheek van Letland: 000213046
- Nederlandse Thesaurus van Auteursnamen: 117779938
- SNAC: w6gb2ptd
- Système universitaire de documentation: 144133490
- Virtual International Authority File: 45096211
- WorldCat: E39PBJtCwJwJQyt99Gdv86YwYP